# Marchas de Pompa e Circunstância
As Marchas de Pompa e Circunstância (em inglês Pomp and Circumstance Military Marches), Opus 39, são seis marchas compostas para orquestra por Edward Elgar cujo título é inspirado num trecho do terceiro ato de Otelo de Shakespeare. A primeira marcha foi apresentada pela primeira vez em Liverpool em 1901. Mais outras três foram apresentadas até 1907, quando Elgar estava na casa dos quarenta; a quinta foi publicada em 1930, alguns anos antes de sua morte; e a sexta, compilada postumamente a partir de esboços, foi publicada em 2005-2006.
Em Portugal, esta marcha foi usada no primeiro congresso do CDS em 1975 no Palácio de Cristal, no Porto. Congresso esse, invadido por manifestantes da extrema esquerda. Isto após um ano de uma das mais importantes revoluções do país.
As 6 marchas são:
- Marcha No. 1 em Ré maior (1901)
- Marcha No. 2 em Lá menor (1901)
- Marcha No. 3 em Dó menor (1904)
- Marcha No. 4 em Sol maior (1907)
- Marcha No. 5 em Dó maior (1930)
- Marcha No. 6 em Sol menor (escrita como esboço, elaborado por Anthony Payne em 2005-06)

As cinco primeiras foram todos publicados pela Boosey & Co. como Elgar's Op. 39, e cada uma das marchas é dedicada a um amigo musical particular de Elgar.
Cada marcha tem cerca de cinco minutos de duração.